# 27241 Sunilpai
27241 Sunilpai este un asteroid din centura principală de asteroizi.

## Descriere
27241 Sunilpai este un asteroid din centura principală de asteroizi. A fost descoperit pe 2 octombrie 1999 la Socorro, New Mexico, în cadrul proiectului LINEAR. Asteroidul prezintă o orbită caracterizată de o semiaxă mare de 2,36 ua, o excentricitate de 0,08 și o înclinație de 6,6° în raport cu ecliptica.